# Institutul de Matematică „Simion Stoilow” al Academiei Române
Institutul de Matematică „Simion Stoilow” este o unitate de cercetare din subordinea Academiei Române. Este situat pe Calea Griviței, la nr. 21. Poartă numele lui Simion Stoilow, unul dintre fondatorii săi.

## Istoric
Primul institut, Institutul de Științe Matematice, a luat ființă în urma reuniunii din 22 decembrie 1945 la Universitatea din București a 20 de matematicieni români din diverse instituții din București, condusă de Dimitrie Pompeiu. La reuniune au luat parte Radu Bădescu, Dan Barbilian, Nicolae Ciorănescu, Gheorghe Demetrescu, Alexandru Froda, Dionisie Germani, Alexandru Ghica, Gheorghe Mihoc, Grigore Moisil, Miron Nicolescu, Octav Onicescu, Alexandru Pantazi, Simion Sanielevici, Petre Sergescu, Simion Stoilow, Gabriel Sudan, Nicolae Teodorescu, Victor Vâlcovici și Gheorghe Vrânceanu, înființarea fiind înregistrată prin Sentința Tribunalului Ilfov nr. 31/946. Forma de organizare era de organizație neguvernamentală, iar scopul declarat era „promovarea cercetărilor științifice în domeniul științelor matematice, prin comunicări, prelegeri, publicațiuni, congrese și alte mijloace potrivit scopului”. Președinte a fost D. Pompeiu, urmat de S. Stoilow, care a condus institutul încă de la început.
La 9 iunie 1948 institutul a devenit Institutul de Matematică al Academiei Române și a trecut în subordinea nou-înființatei Academii a Republicii Populare Române. Între 1961–1973 directorul său a fost acad. Miron Nicolescu. Din 1973 institutul a trecut în subordinea Ministerului Învățământului, director fiind Romulus Cristescu.
În 1974 Zoia Ceaușescu, absolventă a Facultății de Matematică a Universității din București și fiica lui Nicolae Ceaușescu, a fost angajată la institut. Părinții ei nu erau mulțumiți de alegerea ei de a studia Matematica. Provocat de o neînțelegere verbală cu Miron Nicolescu, în aprilie 1975, Ceaușescu a emis un decret de închidere a Institutului. Perturbarea care a urmat a vieții științifice a dus la plecarea din România a unui număr de matematicieni, printre care Ciprian Foiaș și Dan Virgil Voiculescu. În 1978, cu ajutorul Zoiei Ceaușescu, unii dintre foștii membri ai Institutului au fost angajați într-o secție de matematică nou înființată a Institutului Național de Creație Științifică și Tehnică (INCREST), anterior cunoscut sub numele de Institutul de Mecanica Fluidelor și Cercetări Aerospațiale (IMFCA).
După Revoluția Română din 1989, la 8 august 1990 a fost reînființat Institutul de Matematică al Academiei Române (IMAR) prin integrarea Secției de Matematică a INCREST de la Institutul de Aviație, a nucleului de cercetare de la Universitatea București și a altor specialiști și a fost pus sub egida Academiei Române, ea însăși reorganizată. La 10 august 1998 institutul și-a schimbat numele în Institutul de Matematică – Simion Stoilow.

## Situația actuală
În prezent IMAR este cea mai importantă instituție românească în cercetarea în matematică, cu peste 100 de cercetători cu normă întreagă și parțială. În 2000–2004 institutul a fost un Centru de excelență în cercetare al Comisiei Europene. Din 2008 IMAR are o colaborare de tip Laboratoire Européen Associé cu CNRS. Institutul publică două reviste științifice, Mathematical Reports și Revue roumaine de Mathématiques pures et appliquées și organizează numeroase conferințe și congrese de specialitate. Unii dintre membrii săi sunt matematicieni cunoscuți.

## Organizare
Activitatea institutului este coordonată de Secția de Științe Matematice a Academiei Române. Activitatea este organizată în cadrul următoarelor departamente:
- Algebră
- Geometrie algebrică
- Analiză complexă și teoria potențialului
- Învățare automată și vedere artificială
- Ecuații diferențiale și control optimal
- Geometrie diferențială și topologie algebrică
- Analiză funcțională: teoria operatorilor și algebre de operatori
- Modelare matematică, metode funcționale și numerice
- Teoria numerelor și metode de calcul

Mai există și Centrul de studii Avansate în Fizică.

### Directori
- Dimitrie Pompeiu, 1945–1954
- Simion Stoilow, 1954–1961
- Miron Nicolescu, 1961–1973
- Romulus Cristescu, 1973–1975
- Gheorghe Gussi, 1990–1999
- Șerban Basarab, 1999–2004
- Vasile Brînzănescu, 2004–2012
- Lucian Beznea, 2012–prezent